# 임재욱
더 포지션 임재욱(본명: 임재욱, 1974년 4월 30일~)은 대한민국의 록 음악 가수 겸 작사가이자, 『The 포지션』의 멤버이기도 한데, 그의 소속사는 신엔터(CEO 대표이사)이며, 그는 짙은 호소력 있는 목소리가 특징이다.
서울홍대사대부고 2학년이 끝난 겨울 방학이 한창 진행중이던, 1992년 1월(임신년 새해 신년 연초)에 《1992 SBS 서울방송 신세대 가요제》를 통하여 《슬픈 나의 노래(이은석 작사, 작곡)》라는 참가곡 작품으로 본선에 첫 진출한 임재욱은 이때 비록 입상의 반열에는 오르지 못했지만, 가요제 참가라는 나름의 경험으로써 첫 자양분을 쌓고, 그로부터 1년 후일에 고등학교를 졸업하고 나서는, 언더그라운드에서 록 음악으로 두해 남짓 동안 언더 록 가수 활동하였으며, 1995년 가을에 솔로 가수 앨범을 준비중에 그룹 〔'피노키오'〕의 기타 연주자 출신으로 《'사랑과 우정 사이'(오태호 작사, 작곡)》를 히트시킨 기타리스트 안정훈 음악가에게 그룹 활동을 제의받고 1996년 그룹 〔포지션(Position)〕을 결성하고 데뷔 1집 앨범 《'후회없는 사랑'》을 발표했다. 그룹명 『The 포지션』은 '각자의 위치에서 최선을 다해 좋은 음악을 만들자'라는 취지로써 지은 이름이다. 데뷔 앨범 타이틀 곡 《'후회 없는 사랑(한진우 작사, 안정훈 작곡)'》은 특히 여성 팬들을 중심으로써 대중들에게 큰 사랑을 받았다. 데뷔 이후로도 지금까지 많은 대표곡들을 발표하며 활동을 이어가고 있다.

## 학력
- 홍익대학교 사범대학 부속고등학교(졸업)

## 음반 목록

### 정규 음반
- 1996년 4월 - 1집 《후회없는 사랑》
- 1997년 3월 - 2집 《Wine And Tears》
- 1998년 4월 - 3집 《Feel So Good》
- 1999년 10월 - 4집 《Blue Day》
- 2002년 3월 - 5집 《The Romanticist》
- 2007년 2월 - 6집 《애가 (愛歌)》

### 비정규 음반
- 2000년 12월 - 리메이크 《I Love You》
- 2003년 3월 - 스페셜 앨범 5.5집 《On The Road》
- 2005년 10월 - 리메이크 《Renaissance》
- 2013년 3월 - 미니앨범 《봄에게 바라는 것》
- 2013년 9월 - 디지털싱글 `홍대거리에서`

### OST
- 2002년 2월 - KBS 대하드라마 《명성황후》 OST - 〈그날까지 (Until That Day)〉
- 2006년 2월 - SBS 월화드라마 《서동요》 OST - 〈해밀〉
- 2008년 8월 - KBS 대하드라마 《대왕 세종》 OST - 〈태양을 위해〉
- 2009년 5월 - SBS 수목드라마 《시티홀》 OST - 〈이 사랑 (부제: 이 사랑 버리자)〉
- 2012년 11월 - SBS 주말 특별기획 드라마 《다섯 손가락》 OST - 〈죽을 만큼〉
- 2013년 4월 - SBS 월화드라마 《야왕》 OST - 〈사랑은 없다〉
- 2013년 5월 - MBC 에브리원 《우리 결혼했어요 세계판》OST - 〈사랑하니까〉
- 2013년 10월 - MBC 주말 특별기획 드라마 《스캔들》OST - 〈내 생에 마지막 사랑〉

### 기타 참여 음반
- 1998년 12월 - From Christmas To Christmas - 〈사랑과 우정사이〉
- 2002년 5월 - 2002 Soccer Festival - 함께하는 순간 - 〈둘이 아닌 하나〉
- 2003년 4월 - 장나라 2.5집 - 장나라와 친구들 - 〈부디〉
- 2003년 11월 - Amazing Christmas - 〈O Holy Night〉
- 2013년 4월 - 불후의 명곡: 전설을 노래하다 (해바라기 2편) - 〈너〉
- 2013년 6월 - 불후의 명곡: 전설을 노래하다 (조덕배편) - 〈꿈에〉

## 음반 외 활동

### 드라마
- 2001년 2월 - SBS 드라마 《메디컬 센터》

### 예능
- 2015년 MBC 《미스터리 음악쇼 복면가왕》- 인생직진 신호등
- 2017년 SBS 《불타는 청춘》 119회~121회, 124회, 125회, 126회 (8월 15일, 8월 29일, 9월 19일, 9월 26일,10월 3일)
- 2018년 JTBC 《투유 프로젝트 - 슈가맨》

### 광고
- 2000년 해태음료 나는 카푸치노 (한고은과 함께 출연)

## 수상 내역
| 연도   | 수상 내역                  |
| ------ | -------------------------- |
| 2001년 | - 제16회 골든디스크 - 본상 |